# رابی کلارک
رابی کلارک (انگلیسی: Robbie Clark؛ زادهٔ ۳۰ آوریل ۱۹۹۱) بازیکن فوتبال اهل بریتانیا است.
از باشگاه‌هایی که در آن بازی کرده‌است می‌توان به باشگاه فوتبال دونکستر راورز، باشگاه فوتبال اوسترشوندس، و باشگاه فوتبال بوستون یونایتد اشاره کرد.